# Sergiusz Sachno
Sergiusz Sachno (ur. 29 grudnia 1945 w Harbinie, zm. 10 maja 2024 w Warszawie) – polski artysta fotograf portretu i aktu, doktor nauk o sztukach pięknych. Członek Okręgu Warszawskiego Związku Polskich Artystów Fotografików.

## Życiorys
Był absolwentem Liceum im. Stefana Czarneckiego w Szczecinie. W 1968 ukończył studia na Uniwersytecie Warszawskim. W 1970 został absolwentem Uniwersytetu Karola w Pradze. Od 1972 zajmował się fotografią studyjną, teatralną, filmową, fotografią aktu, portretu, mody. Mieszkał, pracował i tworzył w Warszawie. Był autorem i współautorem kilkudziesięciu wystaw m.in. we Lwowie, w Paryżu, Sydney, Tokio, Montrealu, Toronto, Pradze, Amsterdamie, Berlinie. Jego fotografie były publikowane m.in. w czasopismach: Film, Kino, Scena, Pani, Uroda, Twój Styl. Był autorem plakatów, okładek płytowych, książkowych i programów teatralnych.
Został wykładowcą w Wyższej Szkole Sztuki i Projektowania w Łodzi oraz w Studium Fotografii przy ZPAF. Był jurorem w konkursach fotograficznych i kuratorem wystaw. Wspólnie z Janem Berdakiem i Jackiem Jędrzejczakiem – był autorem zdjęć do albumu Akt3 – Naked Wind, z kobiecymi aktami.
W 1979 został przyjęty w poczet członków Związku Polskich Artystów Fotografików (legitymacja nr 526), w którym pełnił funkcję przewodniczącego Komisji Rewizyjnej Okręgu Warszawskiego ZPAF (kadencja 2017–2020). W 1979 (za fotograficzną twórczość) został odznaczony przez Jacques’a Chiraca Medalem Miasta Paryża. Obronił doktorat z fotografii w Państwowej Wyższej Szkole Filmowej, Telewizyjnej i Teatralnej w Łodzi. W 2010 został laureatem Nagrody Specjalnej Ministerstwa Kultury i Dziedzictwa Narodowego. Pochowany na cmentarzu Bródnowskim w Warszawie (kwatera 8S-3-5).

## Odznaczenia
- Odznaka honorowa „Zasłużony dla Kultury Polskiej” (2007)[6]

## Wystawy indywidualne
- Klimaty – Warszawskie Towarzystwo Fotograficzne (1978)
- Klimaty – Klub pod Jaszczurami, Kraków (1978)
- Kobieta w fotografii – Klub Pracowników Akademii Górniczo – Hutniczej, Kraków (1978)
- Klimaty – BWA, Zamość (1979)
- Klimaty – Piwnica Świdnicka, Wrocław (1979)
- Klimaty – Galeria STF, Szczecin (1979)
- Klimaty – Galeria PTF, Poznań (1979)
- Menady – Galeria Hybrydy, Warszawa (1980)
- Klimaty – Salon Fotografii „Na Antresoli”, Jelenia Góra (1981)
- Klimaty – Galeria BWA, Koszalin (1983)
- Aktorzy – Gdańska Galeria Fotografii, Gdańsk (1985)
- Teatralna – Quadrienale Scenografii, Praga, Czechosłowacja (1987)
- Aktorzy – Galeria Ośrodka Kultury Polskiej, Praga, Czechosłowacja (1987)
- Aktorzy – Galeria Rzeźby, Warszawa (1988)
- Aktorzy – Galeria Zachęta, Kordegarda, Warszawa (1988)
- Aktorzy – Galeria ZPAF, Katowice (1988)
- Aktorzy – Galeria Muzeum Etnograficznego, Wrocław (1988)
- Aktorzy – Galeria 13 Muz, Szczecin (1988)
- Aktorzy – Galeria ES, Biała Podlaska (1988)
- Aktorzy – Resursa Artystyczna, Bydgoszcz (1988)
- Teatralna – Teatr w Kaliszu (1988)
- Aktorzy – Galeria Domu Kultury, Międzyrzec Podlaski (1989)
- Teatralna – Festiwal Teatru Wizji i Plastyki, Katowice (1989)
- Aktorzy – Galeria BWA, Jelenia Góra (1989)
- Aktorzy – Ratusz, Świdnica (1989)
- Aktorzy, Klimaty – Polish American Artists Society, Nowy Jork, USA (1994)
- Femina Mistica – Galeria ZPAF, Warszawa (1996);
- Katarzyna Figura – Foyer Kina Relax, okazji premiery filmu Radosława Piwowarskiego „Autoportret z kochanką”, Warszawa (1996)
- Cherchez la femme – Galeria Kodak, Warszawa (1998)
- Cherchez la femme – Galeria ZPAF, Warszawa (1998)
- Cherchez la femme – Galeria 13 Muz, Szczecin (1998)
- Cherchez la femme – Galeria prywatna, Poznań (2001)
- Cherchez la femme – Galeria miejskiego Centrum Kultury, Ruda Śląska (2003)
- Cherchez la femme – Galeria Fotografii MCK, Ostrowiec Świętokrzyski (2003)
- Cherchez la femme – Galeria Kino Cytryna, Łódź (2003)
- Cherchez la femme – Galeria Wyższej Szkoły Sztuki i Projektowania w Łodzi, Łódź (2003)
- Nagi szept – Galeria ZPAF, Warszawa (2003)
- Nagi szept – Galeria Kino Cytryna, Łódź (2003)
- Nagi szept – Galeria BWA – ZPAF, Kielce (2004)
- Nagi szept – Galeria za Kratą, Areszt Śledczy w Kielcach, Kielce (2004)
- Nagi szept – Galeria Fotografii MCK, Ostrowiec Świętokrzyski (2004)
- Nagi szept – Galeria BWA, Zamek Książąt Pomorskich, Szczecin (2004)
- Nagi szept – Galeria Centrum Kultury, Katowice (2004)
- Nagi Szept – Górnośląskie Centrum Kultury, Katowice (2005)
- Cherchez la femme – Bałtów (2005)
- Cherchez la femme – Galeria Przykrótka, Sandomierz (2006)
- Cherchez la femme – Galeria Autorska Ryszarda Karczmarskiego, Chełm (2006)
- Gentile – Galeria Top – Art, Szczecin (2006)
- Akt 3 – Galeria Fotografii, Kowno (2007)
- Cherchez la femme – Akademickie Centrum Kultury, Lublin (2008)
- Nagi Szept – Galeria GALA, Lublin (2008)
- Cherchez la femme – Muzeum Dawnego Kupiectwa, Świdnica (2008)
- Nagi cień – PWST i Tv, Łódź (2008)
- Powietrze – Galeria Rynek, Olsztyn (2009)
- Nagi cień – Muzeum Dawnego Kupiectwa, Świdnica (2009)
- Cherchez la femme! – Galeria Nowa MDK Koło (2010)
- A3KT Naked Wind – Stara Galeria ZPAF, Warszawa (2010)
- Nagi cień – Galeria Klimaty, Dom Pracy Twórczej w Mięćmierzu (2014)
- Centrum decentryzmu – Książnica Pomorska, Szczecin (2015)
- Nagi cień – Dolnośląskie Centrum Fotografii Domek Romański, Wrocław (2015)
- Aktorzy – Galeria Teatr, Świdnica (2015)
- Aktorzy – Teatr im. Stefana Jaracza w Łodzi (2016)
- Cherchez la femme! – Smoszewski Festiwal Kultury (2016)
- Aktorzy – Galeria Fotografii MCK, Ostrowiec Świętokrzyski (2016)
- Aktorzy – Aula WSSiP, Łódź (2016)
- Aktorzy – Smoszewski Festiwal Kultury (2017)
- Aktorzy – Galeria Miasta Ogrodów, Katowice (2018)
- Aktorzy – Muzeum Fotografii w Janowie Lubelskim (2023)[22]
- Nagi szept – Galeria Fotografii Atelier, Chełm (2024)[23]
- Aktorzy – Muzeum Regionalne w Kluczkowicach (2025)[24]

Źródło

## Wystawy zbiorowe
- Wenus 75 – Galeria Fotografiki Krakowskiego Towarzystwa Fotograficznego, Kraków (1975)
- Kobieta 75 – III Ogólnopolska Wystawa fotografii artystycznej. Wrocław (1975)
- Małe Formaty ’75 – Warszawskie Towarzystwo Fotograficzne (1975)
- Netto 75 – Galeria Wola, Warszawa (1975)
- Apollo 75 – Warmińsko-Mazurskie Towarzystwo Fotograficzne, Olsztyn (1975)
- Internationale Jubiläums-Foto-Ausstellung – Photo-Club ST. Gallen, Szwajcaria (1975)
- Wystawa Warszawskiego Towarzystwa Fotograficznego – Galeria Fotografiki Krakowskiego Towarzystwa Fotograficznego, Kraków (1978)
- Wystawa Laureatów konkursu Air France. Rzeka w życiu miasta – Paryż (1979)
- Paryż oczami Laureatów Konkursu Air France – Centre National d’Art et de Culture Georges Pompidou, Paryż (1980)
- Zeeuws-Vlaams Fotofestival – Axel, Holandia (1995)
- Białka 2002 – Galeria ZPAF, Warszawa (2002)
- Białka 2002 – Galeria Fotografii MCK, Ostrowiec Świętokrzyski (2003)
- Białka 2002 – Stadnina Koni w Białce Podlaskiej, Białka Podlaska (2003)
- Białka 2002 – Galeria BB, Bielsko Biała (2003)
- ART – EKO Baranów Sandomierski 2004, Galeria BWA – ZPAF, Kielce (2004)
- ART – EKO Baranów Sandomierski 2004, Zamek w Baranowie Sandomierskim (4004)
- I Doroczna Wystawa Fotoklubu Galeria MCK, Ostrowiec Świętokrzyski (2004)
- Gdzie jesteśmy? – Galeria ZPAF, Warszawa (2005)
- Wystawa poplenerowa Bałtów 2005, Klub Stowarzyszenia Bałt, Bałtów (2005)
- ART – EKO Sielpia 2005 – Muzeum Techniki w Sielpi, Sielpia (2005)
- ART – EKO Sielpia 2005 – Galeria Fotografii BWA – ZPAF, Kielce (2005)
- Stara Huta – Galeria Fotografii MCK, Ostrowiec Świętokrzyski (2006)
- II Doroczna Wystawa Fotoklubu Galeria MCK, Ostrowiec Świętokrzyski (2006)
- Wystawa Członków Fotoklubu Galeria MCK, Lwów (2006)
- Przesłanie – Galeria ZPAF, Warszawa (2006)
- Lwów – Wystawa poplenerowa, Ostrowiec Świętokrzyski (2007)
- III Doroczna Wystawa Fotoklubu Galeria MCK, Ostrowiec Świętokrzyski (2007)
- ART – EKO – Wystawa poplenerowa, Końskie (2007)
- Fotografia polska w XX wieku – Warszawa (2007)
- ART – EKO – Wystawa poplenerowa, Kielce (2007)
- Gdzie jesteśmy? ZPAF 2007 – Stara Galeria ZPAF, Warszawa (2007)
- IV Doroczna Wystawa Fotoklubu Galeria MCK, Ostrowiec Świętokrzyski (2008)
- ART – EKO – Wystawa poplenerowa, Galeria Opatów (2008)
- Decentryzm, Ukryty wymiar – BWA, Ostrowiec Świętokrzyski (2008)
- Decentryzm, Ukryty wymiar – Okręgowe Muzeum Ziemi Kaliskiej, Kalisz (2008)
- Czterech – Galeria Fotografii ŁTF, Łódź (2008)
- Decentryzm, Ukryty wymiar – Galeria Centrum Promocji Kultury, Praga Południe, Warszawa (2008)
- Czterech – Galeria Amfilada, Olsztyn (2009)
- V Doroczna Wystawa Fotoklubu Galeria MCK, Ostrowiec Świętokrzyski (2009)
- Decentryzm, człowiek jako ukryta dominanta – Galeria MCK, Ostrowiec Świętokrzyski (2010)
- ART – EKO – Galeria BWA/ZPAF Kielce (2010)
- V Doroczna Wystawa Fotoklubu Galeria MCK, Ostrowiec Świętokrzyski (2010)
- Decentryzm, człowiek jako ukryta dominanta – Galeria Polski Salon Sztuki, Warszawa (2010)
- Decentryzm, człowiek jako ukryta dominanta – Galeria Polish & Slavic Center w Nowym Jorku (2011)
- Akt 3 – Jan Berdak, Jacek Jędrzejczak, Sergiusz Sachno (2011)
- IX Wystawa Doroczna Fotoklubu, Galeria MCK Ostrowiec Świętokrzyski (2013)
- IX Wystawa Doroczna Fotoklubu w Galerii Nierzeczywistej w Rzeszów (2013)
- Fotografia wg Aktorów – Stara Galeria ZPAF, Warszawa (2013)
- Fotografia wg Aktorów – Stary Browar, Poznań (2013)
- Fotografia wg Aktorów – Teatr Muzyczny, Łódź (2014)
- Fotografia wg Aktorów – Galeria MCK, Ostrowiec Świętokrzyski (2014)
- Fotografia wg Aktorów – Galeria ATELIER Chełm (2014)
- Fotografia wg Aktorów – Nowy Sącz (2014)
- Fotografia wg Aktorów – Włocławek (2014)
- Akt – Bardejóv, Słowacja (2014)
- Akt w polskiej fotografii – Galeria Biura Wystaw Artystycznych, Kielce (2014)
- Akt w polskiej fotografii – Biuro Wystaw Artystycznych, Tarnów (2015)
- Akt w polskiej fotografii – Miejska Galeria Sztuki w Częstochowie (2015)
- Akt w polskiej fotografii – Miejska Galeria Sztuki, Częstochowa (2015)
- Fotografia wg Aktorów – Koło (2015)
- Fotografia wg Aktorów – Świdnica (2015)
- Genius loci 1/plener Łódź – Stara Galeria Związku Polskich Artystów Fotografików, Warszawa (2016)
- ART – EKO – Galeria Fotografii MCK, Ostrowiec Świętokrzyski (2016)
- Genius loci 1/plener Łódź – Teatr im. Stefana Jaracza, Łódź (2017)
- XIII Wystawa Doroczna – Galeria Fotografii MCK, Ostrowiec Świętokrzyski (2017)
- Fotografia wg Aktorów – Galeria Centrum Kultury, Sianów (2017)
- Genius loci 2/plener Kielce – BWA Kielce (2017)
- Genius loci 2/plener Kielce – Stara Galeria ZPAF, Warszawa (2017)
- XIV Doroczna Wystawa Fotoklubu Galeria MCK, Ostrowiec Świętokrzyski (2018)
- Siła tryptyku – Galeria Atelier, Chełm (2018)
- Genius loci 3/plener Szczecin – Galeria Stara Rzeźnia, Szczecin (2018)

Źródło